# Hyperolius howelli
Hyperolius howelli es una especie de anfibios de la familia Hyperoliidae.
Es endémica de Tanzania y del oeste de Kenia.